# الشيوعية في أندونيسيا
يعود تاريخ الحزب الشيوعي الأندونيسي إلى أواخر وجود الاستعمار الهولندي في الجزر الأندونيسية. ففي أواخر القرن التاسع عشر وأوائل القرن العشرين الميلادي، واجهت هولندا حركة إسلامية وطنية تعارض التسلط الأجنبي الصليبي وتحاربه، وعجزت السلطات الاستعمارية الهولندية عن مواجهة المد الإسلامي التحرري، وأخذت تشاهد برعب تعاظم التيار الإسلامي الذي وصل إلى قمته في ذلك الوقت بقيام أول منظمة إسلامية باسم شركت داقنغ اسلام وأعلن تشكيلها رسمياً عام 1906.
ولم تتمكن هولندا بكل الوسائل المتوفرة لديها من أن توقف ذلك التيار الإسلامي الكاسح، وكانت تراقب بقلق بالغ العلاقات القائمة بين سلطات آتشيه بشمال سومطرة وبين الخلافة التركية وهو أمر أزعج هولندا وأرعبها نظراً لكون تركيا على علاقة حسنة بألمانيا وهو أمر قد يعني أن أية ثورة تندلع في الجزر الأندونيسية ضد الوجود الاستعماري الهولندي لن تعتمد على العون من تركيا فحسب، بل إن ألمانيا ستشارك في تقديم العون أيضا، وهو أمر لا ترغب به هولندا بالطبع. فقامت يالخطوات اللازمة لبدء حركة شيوعية قوية في أندونيسيا حاولت الإطاحة بالحكومة الاندونيسية بعد الاستقلال من خلال انقلاب عسكري واصبحت لاحقا من الاحزاب القوية.

## دخول الشيوعية إلى أندونيسيا
اعتبرت هولندا الحركة الإسلامية في الجزر الأندونيسية خطراً شديد الأهمية، فهي تتعدى حدودها الإقليمية الضيقة لتؤثر وتستقطب عون العالم الإسلامي الواسع. ولذلك امتنعت السلطات الهولندية عن قمع الحركة الإسلامية بالقوة العسكرية في بادئ الأمر خوقا من المضاعفات التي قد يسببها مثل هذا الإجراء. وأخد المسؤولون الهولنديون يبحثون عن سبل جديدة تمكنهم من القضاء على خطر المقاومة الإسلامية أو التخقف من حدقه عل الأقل. وتفتقت الذهنية الهولندية الاستعمارية عن اختيار ستوك هوروغونجي، وهو مستشرق هولندي معروف، وأوكلت إليه مهمة دراسة وضع حركة المقاومة الإسلامية، وتقدم تقرير عن الأساليب الكفيلة بقمعها أو التخفيف من حدتها. فكان أن هبط هوروغرونجي إلى آتشيه لآنها تعتبر مقر السلطنة الإسلامية والمركز الرئيسي ذا التأثير الواسع على الحركات الإسلامية في أندونيسيا. واتخذ من آتشيه مركزاً له يدرس فيه الوضع العام وتطورات الأحوال. وقضى ثلاث سنوات يدرس ويمحص كل ما يمكنه معرفته أو التوصل إليه من الأمور. وخلال ذلك كان يلاحق حكومته بالتقارير المتواصلة يحلل فيها، ويضع الاقتراحات التي يعتقد أنها مناسبة للوضع الذي عجزت السلطات الهولندية في أندونيسيا عن مواجهته.
عندما عاد هوروغرونجي إلى بلده، جمع تقاريره التي أصدرها خلال ثلاث سنوات، وضمها في كتاب سماه (آتشيه) وطبعت بعد ذلك باللغة الإنجليزية في لايدن بهولندا. واحتوى الكتاب على تفصيلات ما توصل إليه المستشرق الهولندي. وأشار إلى نقاط الضعف التي اكتشفها في المجتمع الإسلامي والحركات الإسلامية بأندونيسيا، وقال ان هذه الحركات لا يمكن ضربها من الخارج والقضاء عليها بقوة الجيش والسلاح واعتقال زعمائها وإلغاء نشاطها إذ أن العقيدة الإسلامية متمكنة تمكنا شديداً في نفوس الأندونيسين. ولهذا فإنه لا يمكن ضربا إلا من الداخل، وذلك عن طريق زرع بذور الخلاف في صفوفها وتشكيك القائمين عليها بعضهم في بعض، وتوريد (آراء) و (عقائد) جديدة إلى المنطقة.
فالحقيقة التي جابههاً ستوك هي أنه لا وجود لأية حركة وطنية سوى الحركات الإسلامية، كما أنه لم يكتب النجاح لأية محاولة تبشيرية مسيحية أو غيرها. ولاحظ آن العقيدة الإسلامية تحتل المكانة الأولى والوحيدة في قلوب المسلمين وعقولهم في كل أندونيسيا. ولهذا فإن مقترحاته تضمنت الدعوة إلى توريد المفاهيم الهدامة إلى اندونيسيا، لمحاربة المتانة الخلقية التي تفرضها العقيدة الإسلامية في أتباعها، واقترح أن تشجع الحركات الإلحادية، وآن تبث الشكوك ويثار الجدل حول الخلافات المذهبية. وحوت اقتراحات ستوك الرئيسية خلق تيارين رئيسيين في آندونيسيا وهما:
التيار القومي والتيار الماركسي. وهو يرى آن القومية يمكن أن تكون عامل إضعاف للحركة الإسلامية وضمان آمان ضد قيام صلات بين الحركات التحررية في أندونيسيا وبين دول إسلامية خارج الجزر الاندونيسية. وبالتالي يضف خطر قيام حركة تحررية تمولها الخلافة الإسلامية في تركيا وصديقتها ألمانيا.
وأما التيار الشيوعي الماركسي فهو كفيل ببث الإلحاد في صفوف الاندونيسين ونشر الفساد، وهو أمر سيدعو المسلمين إلى مقاومته بضراوة والاتجاه إلى محاربته والاتشغال به عن مقاومة الاستعمار الهولندي ومؤسساته المختلفة.
أكد ستوك على حكومته بأن عليها آلا تفضح نفسها، وأن تبتعد عن التدخل في الخلافات التي ستقع وآلا تقف إلى جانب أي منها بشكل مفضوح. ونصحها في مكان آخر من تقريره بأن عليها أن تساند الحركات (التقدمية)، وتحترم الآراء والأفكار (الحديثة) متعللة بأنها حركات إصلاحية تدعو إلى التطور وتحارب الرجعية والتأخر. وهذه كانت إشارة واضحة إلى آن على الحكومة الهولندية رعاية الحركة الإلحادية المتمثلة في الحركة الشيوعية بصورة رئيسية والتي تمثل بالطبع ما يسمى «بالحركة التقدمية».
وكات تقرير ستوك تقطة التحول بالنسبة لسياسة الحكومة الهولندية في أندونيسيا. واختارت هولندا المهندس المعماري هينك سنيفليت en:Henk Sneevliet الماركسي المعروف والعضو البارز في الحزب الاشتراكي الديموقراطي الهولندي وبعثته إلى أندونيسيا في مهمة تعلق بتقرير ستوك وكات علمه الرئيسي أن ينشر التعاليم والمبادئ الماركسية في أوساط الشعب الاندونيسي. وربما لم يكن سنيفليت يخدم حكومته بهذا بقدر ما كان يخدم عقيدته الشيوعية الإلحادية ومبدأه الماركسي. وقدمت له السلطات الهولندية الحاكمة في أندونيسيا تسهيلات واسعة.
كان سنيفليت ذكياً ويتمتع بخبرة واسعة في مجال العمل الماركسي وكسب الأنصار وتمكن خلال وقته قصير من الاتصال بعدد من الشخصيات الأندونيسية ووثق صلته بهم، وأقام صلات متينة بعد ذلك مع عدد لا بآس به من الأندونيسيين وأظهر مقدرة فائفة قي التعامل مع المواطنين وفي التأثير عليهم. بل إنه إذا لم يستطع كسبهم كأعضاء فلا أقل من تكوين صدلقات شخصية يستطيع استغلالها.
شاهدت السلطات الهولندية بوادر نجاح ولكنها كانت تشعر بأنه لا يمكن لسنيفليت وحده أن يؤثر على الحركات الإسلامية الاندونيسية وان يحدث الاتجاه المطاوب ويدفع إلى الإلحاد أويقوم بإثارة الخلافات في أوساط المسلمين، ففي نفس الوقت الذي كان فيه سنيفليت يوطد أركان اتصالاته، كانت الحركات الإسلامية تقوى ويشتد ساعدها وتجمع المزيد من الأنصار حولها، وهذا بالطبع أثار قلق وخوف السلطات الهولندية. فقررت الحكومة الهولندية تعزيز سنيفليت بشيوعي هولندي آخر هو المهندس أدولف بارس en:Adolf Baars الذي وصل أندونيسيا على ظهر باخرة هولندية لتعضيد جهود رفيقه الشبوعي سنيفليت.
لم يكن سنيفليت ولا رفيقه بارس يدعوان إلى الشيوعية دعوة علنية مقتوحة، وإنا كانا يدعوان إلى «مزيد من التحرر والتقدمية والثورية» ويؤكدان على أنه من الضروري إنشاء حركات (متحررة) وعلى آن (العقول الواعية) في الحركات الإسلامية يجب أن تتولى مناصب هامة، وأن تقود هذه الحركات، لا أن يكون زعماء (الرجعية) هم قادتها وزعماؤها.
ونجح ستبقليت بهذ الطريقة في خداع عدد من الأشخاص واستطاع أن يؤثر عليهم ويقنعهم بأن خير سبيل لهم هو في انتهاج (السياسة التحورية) وفي اتباع الخط الماركسي على أساس أن الاشتراكية الماركسية تستطيع أن تقدم الحلول (لآفات المجتمع) بما في ذلك ما يعتبره الماركسيون آفة الأخلاق الفاضلة والعادات والتقاليد المتوارثة التي يرون القضاء عليها وقطع الصلات ما بين الحاضر والماضي.
أشار ستبقليت على أصدقائه وأنصاره الاتصال بالمركز الشيوعي « الكومنترن » وذلك عن طريق الحزب الشيوعي الهولندي بهولندا. وكان له ذلك. وفي عام 1917 أنشئ (الحزب الاشتراكي الديوقراطي الهولندي) بأندونيسيا وقد كفرع (للحزب الاشتراكي الهولندي) بهولندا. وهذا يكشف عن حقيقة أن الشيوعيين الاندونيسيين لم يكونوا يفكرون كما كانت تفكر الحركات الإسلامية؛ بتحرير أندونيسيا من الاستعمار الهولندي، بل يعتبرون أندونيسيا جزءاً من هولندا.
لم يشعر الشيوعيون الهولنديون في أندونيسيا بالثقة الكافية برفاقهم الشبوعيين الأندونيسيين، ولذا نشاهد أن عددا كبيراً من زعماء هذا الحزب الشيوعي بأندونيسيا كانوا من الهولنديين وعلى رأسهم سنيفليت وستوكفيس nl:Jo Stokvis وكرامر وعندما تنبه الشوعيون إلى أن ارتباطهم المكشوف بالحزب الاشتراكي الهولندي في هولندا يضعف من فعاليتهم، أعلنوا بعد الحرب العالمية الأولى عام 1919 ان (الحزب الاشتراكي الديموقراطي) بأندونيسيا قد أصبح حزباً مستقلا بذاته إلا أن القادة الشيوعيين الهولنديين أبقوا على نفوذهم فيه وزعامتهم له وتمكنوا من كسب بضعة أشخاص إلى صفوفهم كان منهم سماعون en:Semaun , ودارسونو en:Darsono وتان مالاكا (en:Tan Malaka ) وعالمين (en:Alimin ).
في 23 مايو 1930 أعلن الشيوعيون رسميا عن تأسيس (الحزب الشيوعي الأندونيسي). وفي 24 ديسمبر من نفس العام التحق الحزب الشيوعي الأندونيسي بصورة رسمية ومباشرة بالمنظمة الشيوعية العالمية كومنترن (Komintern) إلا أن السلطات الهولندية في أندونيسيا كانت تستمر في تقديم التسهيلات والعون للحزب الشيوعي الأندونيسي.
يقول أحد الهولنديين البارزين: «إن الشيوعية لم تكن بالتأكيد في مصلحة هولندا، ولكن الشيوعيين في أندونيسيا لم يكن همهم استقلال وتحرير المنطقة يقدر ماكان همهم نشر المذهب الشيوعي على أوسع نطاق ممكن ضمن الكيان الهولندي». وقد أكد ذلك دستور الحزب الشيوعي الأندونيسي الذي أعلن عام 1923 أن الهدف الرئيسي للحزب هو قيادة الفلاحين والعمال للثورة ضد الرأسماليين والتجار الأندونيسيين.
وتفنن الشيوعيون في الدعاية لأنفسهم ولحزبهم مما أدى إلى التغرير بعدد من الأشخاص كان منهم بعض أعضاء شركت داقنغ اسلام، وكان ذلك بداية بشائر نجاح مخطط هولندا في استجلاب بعض الأندونيسين للحزب الشيوعي. وفي مؤتمر شركت اسلام المنعقد بمدينة سورابايا بجاوا الشرقية في شهر أكتوبر عام 1921 قررت شركت داقنغ اسلام إقالة الذين انجرفوا وراء الشيوعيين من عضويتها.
كان هذا بداية لسلسلة من المجابهات العنيفة بين شركت اسلام - الحزب القوي - من جهة وبين الحزب الشيوعي الأندونيسي من جهة أخرى. وفي ذلك الشهر - أكتوبر 1921 - غادر سماعون رئيس الحزب الشيوعي ورفيقه دارسونو أحد قادة الحزب، أندونيسيا إلى موسكو في وفد رسمي لتقوية أواصر الود والإخاء بين الحزب الشيوعي الأندونيسي والكرملين. بعد شهر واحد من إقالة الأشخاص الذين غرر بهم الشيوعيون، عقد الشيوعيون مؤتمرا لهم يوم 24 ديسمبر 1921 برئاسة تان مالاكا وأعلن الحزب للملأ أنه يعتبر لينين الزعيم الأوحد للشيوعية.
بقي سماعون ودارسونو في الاتحاد السوفياتي حتى عام 1923 حين عادا يحملان تعليمات الكرملين وتوصياته لتوطيد أركان الشيوعية، مسلحين بتجاوب الشيوعية الدولية في هذا المضمار. وكان أول عمل قام به سماعون بعد عودته من موسكو تكوين منظمة عمالية تحت إشرافه، والاتصال بالفلاحين والتقرب إليهم. وركز الشيوعيون هجومهم ضد المسلمين في شركة اسلام واتهموها بأنها منظمة بورجوازية تجارية أقيمت لحماية مصالح البورجوازية الأندونيسية، وأخذوا يبشرون بكراهية الرأسماليين والبرجوازيين، ويكتلون العمال والفلاحين الذين كانوا يجهلون حقيقة الشيوعية والشيوعيين ضد شركت إسلام والمسلمين بصورة عامة. أدى هذا إلى اشتداد الصراع بين الشيوعيين وأنصارهم وشركت اسلام وأنصارها، وتطور الأمر إلى معارك عنيفة اشتبك فيها الطرفان وأريقت فيها الدماء. واتجهت شركت اسلام إلى مقاومة الشيوعيين بقوة وإصرار، وكان من نتيجة هذا أن خف الضفط على الحكومة الهولندية المستعمرة، ورأت شركت اسلام أنه من الضروري الدعوة إلى مؤتمر عام للمسلمين لتدارس التطورات الجديدة ومدى تأثيرها على المجتمع الإسلامي الأندونيسي. وعقد المؤتمر في مدينة سيربون بجاوا الغربية واشتركت فيه شخصيات إسلامية بارزة، وتدارس المجتمعون الوضع من جميع جوانبه وبحثوا في احتمالاته، وفي نهاية المؤتمر وجه المؤتمرون نداء إلى جميع المسلمين في أندونيسيا، دعوهم فيه إلى التضامن والتعاضد والتكاتف والوحدة وتشكيل جبهة موحدة قوية لمواجهة الأعمال الإستفزازية التي يقوم بها الشيوعيون ضد المسلمين. ونبه المؤتمرون إلى أنه إن أهمل المسلمون هذه الدعوة فإن الخطر سيستفحل وسيقوى وسيتفاقم وسيكون وبالا على المسلمين. فالحزب الشيوعي الأندونيسي مؤيد ماديا ومعنويا من قبل موسكو، والسلطات الإستعمارية الهولندية لا تتوانى عن تقديم العون إليه.
وفي فبراير 1923 تحولت شركت اسلام إلى حزب سياسي باسم (حزب شركت اسلام) مستهدفة من ذلك توسيع قاعدتها وجعلها أكثر قدرة على العمل السياسي ومجابهة الشيوعيين. وأتى هذاالتغيير بثماره والتف مزيد من المسلمين حول حزب شركت اسلام. ومرة أخرى شعرت هولندا بالقلق نتيجة لهذا التحول في المسيرة الإسلامية وأخذت تبحث عن حلول أخرى لإيقاف تكتل المسلمين في حزب واحد تحت راية حزب شركت إسلام، إذ أن ذلك يوحد ملايين المسلمين في تنظيم قوي واحد قائم على أساس ديني، وهو أخشى ماتخشاه دولة استعمارية. ولم يكن هم هولندا تشجيع الشيوعيين فحسب بل كانت هناك حركات قومية ضيقة حاولت هولندا أن تشجعها على منافسة حزب شركت إسلام كما استغلت بعض من أمكن شراؤهم أو التغرير بهم من الأشخاص لإثارة أمور جدلية مختلفة لتشغل بها المسلمين عن مكافحتها.
وتكشف لهولندا أمر خطير كان من أهم العوامل التي أدت إلى إنهاك قوى المسلمين في معارك جانبية، وذلك فتح الباب للدعوة الأحمدية القاديانية تحت ظل أفضل الظروف التي يمكن أن توفر لها السلطة الحاكمة، وانفتحت فرص العمل القاديانيين في أندونيسيا، كما شجعوا وأعينوا على فتح مركز قادياني لهم في هولندا عمل على التغرير بالطلبة الأندونيسيين هناك، وكان عددهم كبيرا، لجرهم إلى صفها. وانطلق المسلمون يقاومون دعوة القاديانية الجديدة بشدة وعنف، بينما أخذ القاديانيون يدافعون عن أنفسهم باسم الإسلام أيضا. ووقع المسلمون في دوامة من المعارك الجدلية وغرقوا فيها.
ووسط هذا الجو المحموم الذي غرق فيه المسلمون، انطلق الشيوعيون والقوميون يعملون، كل في سبيله، ويتعاونون بعضهم مع بعض في مهاجمة المسلمين والتصغير من شأنهم وجديتهم، واستغلوا المعارك التي دفع إليها المسلمون أفضل استغلال بالنسبة لهم. وكانت دعواهم أن المسلمين يفرقون في المجادلة بعضهم مع بعض بينما البلد يرزح تحت ظل الفقر والأمية، وبينما يعمل الماركسيون والقوميون على الاهتمام بمطالب الشعب ويكدون في سبيل الرفع من مستواه المعيشي والفوز بحقوق العمال والفلاحين ومكافحة الأمية ومحاربة الجهل.
وعندما احتلت اليابان أندونيسيا ضمن شرقي آسيا في حربها الخاطفة إبان الحرب العالمية الثانية، صدر مرسوم من السلطات اليابانية في أندونيسيا في شهر إبريل من عام 1942 بحل جميع الأحزاب السياسية والمنظمات الأخرى ومنعها من الاستمرار في نشاطها. إلا أن هذا لم يدم طويلا، ففي 14 أغسطس 1945 استسلمت لليابان الحلفاء، وفي يوم 17 أغسطس 1945 أعلنت أندونيسيا استقلالها وانتخب سوكارنو رئيسا للجمهورية والدكتور محمد حاتا نائبا له. وتأسست وكالة الأنباء الآسيوية A.B.B يوم 2 سبتمبر 1945 بجانب وكالة الأنباء (انتارا) التي أنشئت قبل الحرب العالمية الثانية.
وفي أول يوم من أكتوبر 1945 بعث سوكارنو بصفته رئيسا للجمهورية بأول رسالة إلى ستالين يهنئه فيها بمناسبة ذكرى ثورة أكتوبر الشيوعية، ومما جاء في هذه الرسالة: «إننا نؤيد الاتحاد السوفييتي لأنه يحارب من أجل العدالة والسلم العالميين ومن أجل الإنسانية. إن الاتحاد السوفييتي يمثل اليوم إحدى القوى الكبرى في العالم وهو يستهدف دوما خدمة غاية عادلة وهدف شريف حقيقي.» .
كان انتهاء الحرب العالمية الثانية بانتصار الحلفاء ومن ضمنهم روسيا قد قوى من آمال الشيوعيين، وأخذت روسيا توجه اهتماما خاصا متزايدا إلى جنوب آسيا بصورة عامة وأندونيسيا بصورة خاصة. وقبل الحرب العالمية الثانية كانت روسيا قد بدأت حربا إعلامية سيكولوجية لمحاربة المسلمين وسرقة انتصاراتهم ضد المستعمرين الهولنديين، فكانت أجهزتها الإعلامية تصف كل حركات المقاومة الإسلامية بالحركات التقدمية والثورية وتربط هذين الوصفين بالشيوعية. ونجحت في بذر الشكوك حول هويات تلك الإنتفاضات الإسلامية، ومن أبرز ما حدث هو وصف الشيوعيين لثورة 1926 التي كان لحزب شركت إسلام اليد الطولي فيها بأنها (ثورة شيوعية) حتى أن الكثيرين صدقوا هذا القول. ولم يكن الشيوعيون يخجلون من أن يذهبوا إلى مقابر شهداء الثورة من المسلمين ويكتبوا على قبورهم إن هذا الشهيد شهيد شيوعي وعضو في الحزب الشيوعي برقم كذا ثم يرسمون المطرقة والمنجل شعار الشيوعيين، تأكيدا لعراقة الشهيد في الشيوعية.
وفي عام 1926 استدعى الكرملين عددا من الزعماء الشيوعيين الأندونيسيين إلى موسكو، ورحل عدد منهم حيث منحوا حقوقا استثنائية ممتازة، أمنت لهم الأعمال والمكافآت والرواتب، وألحق بعضهم بإذاعة موسكو في القسم الأندونيسي، وتزوج بعضهم من فتيات روسيات واتخذ البعض الآخر خليلات، ورزقوا بالأطفال وبقي بعضهم يقيم بموسكو.
وعندما زاد اهتمام موسكو بأندونيسيا بعد الحرب العالمية الثانية، عاد الأندونيسيون المقيمون فيها إلى أندونيسيا للقيام بدورهم الذي أعدوا له خلال هذه المدة الطويلة منذ عام 1926، كما عاد الرفيق سارجونو الشيوعي الأندونيسي البارز من أستراليا حيث كان يعمل في مكتب الاستعلامات للبعثة الهولندية هناك. وحالما وصل إلى أندونيسيا عقد اجتماعا هاما مع رفقائه الشيوعيين الأندونيسيين وتمخض هذا الاجتماع عن اجتماع آخر للشيوعيين عقد في شهر مارس 1946 بجاكرتا فيه عقد مؤتمر شيوعي عام .
وعقد المؤتمر يوم 20 إبريل 1946 واستغرق إثنى عشر يوما، حتى 2 مايو، وترأسه الرفيق سارجونو نفسه. وفي 12 أغسطس 1946 عاد الزعيم الشيوعي البارز الرفيق عالمين إلى أندونيسيا واتصل عند وصوله مباشرة بالرئيس سوكارنو الذي كان يعجب به كثيرا. استقبله سوكارنو في العاصمة القديمة يوغياكارتا استقبالا حارا. وكان عالمين قد غادر أندونيسيا عام 1926 وغاب عنها عشرين عاما متنقلا من بلد شيوعي إلى آخر، وكون خلال ذلك صلات وثيقة بماوتسي تونج الزعيم الشيوعي الصيني، وكان عالمين الشيوعي الأندونيسي الوحيد في ذلك الوقت الذي اتصل بماوتسي تونج.
ولم يحل غيابه عن أندونيسيا عشرين عاما دون أن يعينه سوكورنو عضوا في البرلمان الأندونيسي ثم يقلده لقب (البطل الوطني) وأن يأمر بوضع اسمه في قائمة الأبطال الأندونيسيين وأن يغدق عليه المرتبات والمكافآت.
وعندما بدأت المفاوضات بين أندونيسيا وهولندا في شهر نوفمبر 1946 طالب المسلمون أن تعترف هولندا باستقلال أندونيسيا قبل المفاوضات، بينما أيد الشيوعيون إجراء المفاوضات بدون أي شروط مسبقة كما كانت تطالب هولندا، ولم يقلل من قيمة الشيوعيين ويؤثر على نشاطهم رحيل هولندا، فقد رعاهم سوكارنو بعد أن رحل الاستعمار عن أندونيسيا، وأعلن سوكارنو الاعتراف منذ أول يوم تولى فيه رئاسة الجمهورية الأندونيسية بالحزب الشيوعي الأندونيسي كحزب سياسي له كل الحقوق. ولم يخف سوكرنو تأييده الشيوعيين بل أعلنه، ولم يترك مناسبة إلا وعبر عن إعجابه بهم وتأييده لهم، بل وأحيانا عن انتمائه لهم وعين عددا منهم في مناصب عالمية ومراكز مهمة من مناصب الدولة.

## الثورة الشيوعية الأولى - سبتمبر 1948
المحاولة التي قام بها الشيوعيون الأندونيسيون للإستيلاء على السلطة عام 1965 لم تكن المحاولة الوحيدة، فلقد كانت لهم محاولة أولى عام 1948 خلال المعارك التي كان يخوضها الشعب الأندونيسي ضد المستعمر الهولندي لإرغامه على القبول باستقلال الجمهورية الأندونيسية التي كانت في ذلك الوقت حقيقة واقعة. وتجربة الشيوعيين عام 1948 لم تقل مرارتها عن تجربة عام 1965، فعمليات القتل الجماعي استهدفت ضباط الجيش والعلماء المسلمين في عام 1948 مثلما استهدفته في عام 1965. ولقد خطط الشيوعيون عام 1965 ثورتهم في شهر سبتمبر ليصادف نفس موعد ثورتهم الأولى الفاشلة التي قاموا بها في سبتمبر أيضا من عام 1948 .
وكان الشيوعيون قد توصلوا قبل ثورتهم الأولى عن طريق سوكارنو للوصول إلى رئاسة الوزراء والحكم لفترة من الوقت قبل أن تثور الجماهير الساخطة ضدهم ويعلن البرلمان والصحافة نقمتها على السياسة التي انتهجها الشيوعيون. ففي 3 يوليو 1947 أوكل سوكرنو إلى الشيوعي المعروف أمير شريف الدين مهمة تأليف وزارة جديدة متجاهلا الامتعاض وعدم الرضا الذي واجه به المواطنون هذا القرار، لمعرفتهم بموقف أمير شريف الدين المناوئ للدين والتعاليم الإسلامية. وقد تولى أمير شريف الدين رئاسة الوزارة إلى جانب وزارة الدفاع حتى يتمكن من السيطرة على القوات المسلحة. وانتهج سياسة استهدفت التقرب إلى الكرملين وممالأة موسكو والوقوف إلى صفها كلما واتته الفرصة، وكادت أندونيسيا أن تصبح دولة شيوعية في عهده. عاد التذمر بين طبقات الشعب وكثرت الانتقادات في الصحف لهذه السياسة الخطيرة، وارتفعت الأصوات محذرة ومنذرة من هذا الاتجاه الذي يقوده رئيس الوزراء الشيوعي، ووقف النواب في البرلمان يعبرون عن معارضتهم الشديدة لحكومة أمير شريف الدين ويطالبون بحلها قبل أن تحول البلاد إلى دولة شيوعية كاملة. وأخذ الضغط الشعبي يزداد يوما بعد يوم حتى اضطر الدكتور محمد حاتا نائب رئيس الجمهورية إلى استخدام سلطته كنائب رئيس وأصدر مرسوما جمهوريا بتاريخ 29 يناير 1948 يقضي بحل وزارة أمير شريف الدين. وتولى الدكتور محمد حاتا بنفسه مهمة تشكيل وزارة جديدة تخلف وزارة أمير شريف الدين. وثارت ثائرة للشيوعيين لهذا التطور ولم يترددوا في مهاجمة الدكتور محمد حاتا ووزارته. وكشف النقاب في ذلك الوقت عن أن حسين عيديد زعيم الحزب الشيوعي قد أشارعلى أعضاء البرلمان الشيوعيين بمعارضة محمد حاتا ووزرائه والضغط عليه لإعادة بعض النفوذ الشيوعي وضم وزراء شيوعيين إلى الوزارة. وترتكز أعين الشيوعيين على وزارة الدفاع، فهم يرون أن من يتولى هذه الوزارة يكون متوليا أهم دائرة في البلاد كلها، ويستطيع أن يكون قويا بها. وهكذا تقدم عضو البرلمان بحر الدين وعدد من رفاقه، وجميعهم من أعضاء الحزب الشيوعي بعريضة إلى الحكومة الأندونيسية يطالبون بها بإعادة أمير شريف الدين إلى الوزارة وأن يتولى وزارة الدفاع. وباءت كل محاولات الشيوعيين بالفشل.
وكان وزارة محمد حاتا من الوزارات التي تمتعت بها أندونيسيا، فلقد كان محمد حاتا مخلصا شديد الإيمان بوطنه والولاء له، وكرس كل جهده في سبيل رفع مستوى الشعب وعرف عنه أنه كان يخرج في جولات تفتيشية مفاجئة بين الحين والآخر إلى مختلف الدوائر الحكومية، فيفاجئ العمال والموظفين خلال تأديتهم لأعمالهم ويتفقد أحوالهم ونشاطهم. ولم يرحب الشيوعيون بهذا النشاط بل تضايقوا منه وعارضوه وحاولوا قدر استطاعتهم مضايقته وخلق المشاكل له، إذ شعر الشيوعيون بأن فترة حكم الدكتور محمد حاتا ستكون وبالا عليهم وسيخسرون خلالها أشياء كثيرة، ولذا بدأوا بدراسة موقفهم والبحث في خطة تنقذهم مما قد يحل بهم.
وفي 26 مايو 1948 جرت مفاوضات سرية بين الوزير المفوض الروسي الرفيق سبيلين ومندوب خاص عن أمير شريف الدين بحث خلاها وضع الشيوعيين في أندونيسيا وحاجتهم الماسة إلى عون أكثر من الاتحاد السوفييتي. وتم الاتفاق في هذا الاجتماع على أن تقدم روسيا السلاح والمال والتأييد المطلق للشيوعيين في أندونيسيا. وأعلن هذا الاتفاق في حينه من إذاعة موسكو. وأصبح الشيوعيون بعد هذا الاتفاق أكثر اعتمادا على روسيا وأعظم ثقة بأنفسهم، لكنهم كانوا يخشون الدكتور محمد حاتا، ولايمكن لهم الاطمئنان إلا بالقضاء على محمد حاتا ونظامه. وبذل االشيوعيون جهدهم لإسقاط حكومة الدكتور حاتا ثم الضغط عليه بشتى الوسائل لقبول وزير من الشيوعيين يمثلهم في حكومته، وكانت محاولات الشيوعيين عن طريق البرلمان قد فشلت لأن أغلبية الأعضاء وقفوا بجانب الدكتور محمد حاتا يؤيدونه. وانسدت الأبواب أمام الشيوعيين وفكروا في مغامرة أخرى لتحقيق أطماعهم بالإستعانة بخبرة الكرملين ونصائحه وتوجيهاته وإرشاداته. وبدأوا في تدبير مؤامرة واسعة على الشعب الأندونيسي وحكومته.
في 10 أغسطس 1948 عاد الشيوعي الأندونيسي المعروف الرفيق موسو من موسكو بعد أن قضى فيها اثنى عشر عاما، غاب فيها عن الوطن الأندونيسي وتطورات الحركة الأندونيسية. وبعد وصوله بثلاثة أيام استقبله سوكارنو بالأحضان في مقره الرسمي مرحبا به وهو يقول: «لقد عدت إلى وطنك الذي يرحب بك وينتظرك، وإني أطلب منك أن تشارك معنا في بناء هذه الجمهورية وفي تقوية دعاماتها» . ورد عليه الرفيق موسو: «إن ذلك كله من واجبي، وماعدت إلى أندونيسيا إلا لهذه الغاية، ولأصحح الأوضاع» وقدم موسو لسوكرنو التوصيات الخاصة بمشروع جيون فالت لتطبيقه في أندونيسيا، وهذا هو المشروع الذي طبقه الشيوعيون في تشيكوسلوفاكيا ونجحوا في الاستيلاء على الحكم.
ألف الحزب الشيوعي مجلسا وقيادة عليا للثورة وتولى موسو القيادة العامة بينما أسند لسويونو كل مايتعلق بالأمور الخارجية وتولى نيونو الداخلية وتولى لقمان الإعلام وتولى عيديد للشئون العمالية وسوريونو en:Suryono كل الأمور المتعلقة بالشباب .
وفي 23 أغسطس وقع الرفيق عيديد مذكرة إلى الحكومة الأندونيسية باسم (العمال الشيوعيين) طالب فيها الحكومة بتبادل البعثات الدبلوماسية مع روسيا والدول الشيوعية الأخرى مثل بولندا وهنغاريا وتشيكوسلوفاكيا وألبانيا ويوغوسلافيا ورومانيا وبلغاريا، وضمن مذكرته مطالب شيوعية عدة منها تأميم جميع الممتلكات الخاصة من شركات وملكيات فردية، ومصادرة الأموال، وكرر مطالبته أن يشترك الحزب الشيوعي في الوزارة. واستمرت الاستعدادات للمغامرات الشيوعية. وفي 3 سبتمبر 1948 نشرت صحيفة العمال الأندونيسية انحيازها إلى المعسكر الشيوعي تحت لواء الكرملين والسير مع الدول الماركسية في ركاب ستالين. وبررت دعوتها هذه بأنه من السذاجة أن تقف أندونيسيا على الحياد بين الكتلتين الضخمتين، إذ أن العالم مكون من معسكرين كبيرين، معسكر ثوري بزعامة الاتحاد السوفييتي ومعسكر استعماري إمبريالي، ولايوجد أي معسكر ثالث غيرهما، ثم قالت الصحيفة، إن على أندونيسيا أن تكون عضوا قويا وفعالا في المعسكر الشيوعي.
وأخذ شهر سبتمبر 1948 يكشف شيئا فشيئا للنقاب عن أن الشيوعيين ينوون الإقدام على شيء خطير، وأخذ الرفيق موسو الذي عاد منذ بضعة أيام إلى أندونيسيا بعد غياب اثنى عشر عاما في موسكو، أخذ يرفع الراية الحمراء منتقلا بها من مكان إلى آخر، وبدأ حملته يوم 5 سبتمبر 1948 حين أعلن أمام مهرجان نظمه الشيوعيون للطلبة وجموع الشباب، بأنه «يجب أن توحد الجمهورية الأندونيسية قواها مع القوى الثورية في العالم ضد الإمبريالية العالمية» وأكد موسو للمستمعين أنه لا يرى سبيل للاستقرار وتحقيق هذا الهدف إلا بثورة مسلحة شاملة.
واتضحت نية الشيوعيين أكثر من ذي قبل، وواصل الرفيق موسو خطبه النارية الثورية في طول البلاد وعرضها وفي كل يوم كانت التجمعات الشيوعية تعقد في إحدى المدن للاستماع إلى خطاب جديد للرفيق موسى، بينما كانت الأيدي الشيوعية الأخرى تعمل من الخلف وتعد لساعة الصفر الرهيبة. وأخذ برنامج الرفيق موسو الخطابي ينقله من مدينة سوراكارتا في 7 سبتمبر إلى مدينة كديري التي ألقى فيها خطابا يوم 8 سبتمبر ثم ماديون يوم 10 سبتمبر فجوميانغ en:Pademawu, Pamekasan يوم 14 سبتمبر ، وبوجونيقورو en:Bojonegoro, Bojonegoro يوم 14 سبتمبر ، وجيبو يوم 16 سبتمبر ، وشهدت مدينة بيروودادي en:Purwodadi, Grobogan آخر خطاب له قبل الثورة الشيوعية وذلك يوم 18 سبتمبر .
في نفس يوم 18 سبتمبر 1948 بدأت الحملة الشيوعية ضد المواطنين الأندونيسيين بتنفيذ الجزء الأول من المؤامرة وذلك باختطاف ضباط الجيش والمواطنين، وبأمر من الرفيق عيديد اختطف في مدينة سوراكارتا كل من سلامت وبيجايا وبراديو ثم الميجر اسمارا سوفينغ والكابتن سوتوتو والكابتن سورادي والكابتن موجونر وعدد كبير من الزعماء منهم اليف هارتوير. وانتشر الشيوعيون يبثون الرعب والإرهاب في مختلف مناطق البلاد. وتدخلت الحكومة ونزلت قوات الجيش لحماية المواطنين، وأعلنت الحكومة إنذارا للشيوعيين بالإفراج عن المختطفين خلال 24 ساعة. ولكن الشيوعيين لم يستجيبوا لهذا الإنذار، بل انتشرت عمليات الإختطاف إلى كثير من مناطق الجمهورية، وتعرض القادة المسلمون للاضطهاد والإختطاف في المناطق التي امتد إليها الشيوعيون، وكان من أبرز قادة المسلمين الذين اختطفوا هو الدكتور ماوردي وثلاث من زملائه، وقد قتلهم الشيوعيون ومثلوا بهم. ونشر الشيوعيون المنشورات في كل مكان تطالب المواطنين بتأييد الثورة الشيوعية وإلا فالموت لمن يعترض. وهجم الشيوعيون على مراكز الجيش والبوليس وأخذوا ينتشرون الخراب والدمار في كل مكان ويعدمون كل من تقع عليه أيديهم ممن يخشونه. وهاجم الشيوعيون مركز الدفاع بجاوا الشرقية واستولوا عليه وأسروا ضابط المركز وجميع جنوده، وفي معركة أخرى قتلوا ضابط بوليس وجميع زملائه ولم يسلم من تلك المجزرة سوى شخص واحد هو اللفتنانت كولونيل كارتيجو. وكانت مدينة ماديون واحدة من المدن التي استولى عليها الشيوعيون في حملتهم الدموية.
وفي صباح 19 سبتمبر 1948 سمع المواطنون إذاعة ماديون تعلن عن قيام دولة أندونيسيا السوفييتية أول حكومة إندونيسية شيوعية اتخذت لها شعارا : «من ماديون يبدأ النصر» وتولى أمير شريف الدين رئاسة الحكومة الشيوعية وتولى الرفيق موسو القيادة العامة للثورة، وتولى الرفيق سوبرنو وزارة الخارجية، والرفيق نيوتو الداخلية، والرفيق لقمان للإعلام والرفيق عيديد للشئون العمالية، والرفيق سوريونو لشئون الشباب. وألقى أمير شريف الدين بصفته رئيس الحكومة الشيوعية خطابا أذيع من راديو ماديون، دافع فيه عن الشيوعيين وقال إنه يشعر بالفخر والاعتزاز لأنه شيوعي، ويشعر بالفخر لأنه شارك في بناء الحكومة الشيوعية، وأكد لمستمعيه أن الشيوعية هي عقيدته، ويجب أن تكون عقيدتهم. وأعلن أنه سيتعاون ويقيم اتحادا مع الاتحاد السوفييتي وذلك للوقوف في وجه الإمبريالية العالمية.
وقد وقعت هذه الثورة الشيوعية في وقت حرج جدا. فالجمهورية الأندونيسية كانت حتى ذلك الوقت تخوض حرب عصابات ضد الهولنديين الذين رفضوا الاعتراف بالجمهورية الأندونيسية، بل شددوا من مقاومتهم لها. ولم يكن لأي أندونيسي، إلا إذا كان خائنا، أن يفتح جبهة داخلية جديدة، لأن معنى ذلك تحويل جبهة الشعب الأندونيسي وجيشه عن الدفاع عن جمهوريته ومحاربة المستعمر الهولندي، وجره إلى معارك داخلية جانبية. واستطاع كثير من الصحف إثبات أن أمير شريف الدين تسلم مبالغ كبيرة من المال من الحزب الشيوعي الهولندي بأمر من موسكو ليقوم بانقلاب في ذلك الوقت، إذ أنه هيأ بهذا للهولنديين فرصة شن هجوم قوي على الجمهورية الأندونيسية في آخر سبتمبر، أي بعد بضعة أيام من الثورة الشيوعية. وبقيام دولة أندونيسيا السوفييتية أصبح لأندونيسيا حكومتان وعاصمتان، حكومة الجمهورية الأندونيسية وعاصمتها في ذلك الوقت (جوكجا)، وحكومة دولة أندونيسيا السوفييتية التي أعلنت بأن ماديون عاصمة لها. ووالت إذاعة ماديون بعد إعلانها عن نجاح الثورة الشيوعية وقيام حكومة شيوعية، نشر وإذاعة للبيانات الشيوعية، وصدرت الصحف الشيوعية من ماديون وهي مليئة بالمقالات الاعتزازية بالنصر مرددة نشكر الخطب والبيانات التي كان يذيعها راديو ماديون.
وأعلن المسلمون الجهاد في كل أنحاء الجمهورية الأندونيسية ودوت كلمة الله أكبر في كل مكان، وانطلق المسلمون للقضاء على دولة أندونيسيا السوفييتية الشيوعية. وتحرك الجيش الأندونيسي في حملة كبيرة تحت قيادة أبي الحارث ناسوتيون للقضاء على التمرد الشيوعي وعملاء الكرملين. أخذ الشيوعيون يتقهقرون، بينما الجيش يتقدم بسهولة وبسرعة، وما إن وصل الجيش إلى ضواحي ماديون حتى فر الشيوعيون إلى قرية فونوروغو حيث بدأوا من هناك في شن حرب عصابات ضد قوات الجيش، وحاول الشيوعيون تجنيد من يمكنهم وضع يدهم عليه، إلا أن الجيش أخذ يتقدم بانتظام ويسحق الأوكار الشيوعية وكرا وكرا. ولم يتح للشيوعيين أن يقاوموا طويلا، فهم لم يكسبوا سوى كراهية المواطنين واحتقارهم لهم، لأنهم عمدوا إلى الإرهاب بشكل فظيع. وقد رافق عدد من الصحفيين قوات الجيش خلال تقدمها في معاركها ضد المتمردين الشيوعيين، فإذا بهم يشاهدون مناظر تقشعر لها الأبدان: المدن خاوية، والبيوت معظمها مهدمة، وجثث القتلى الذين قتلهم الشيوعيون متناثرة على الأرصفة وفي الطرقات والميادين العامة، بينما أحرقت بعض الجثث وعلقت جثث أخرى على أعمدة التلفونات وغصون الأشجار.
وعندما دخل أول فوج من الجيش من ثلة من الصحفيين مدينة ماديون من الجهة الجنوبية سمعت صرخات في بعض الأبنية، وعند التحري اكتشف أن الصوت قادم من خلف الأبواب المغلقة بالسلاسل والأقفال، وعندما تمكن الجنود من كسر أقفال الباب فوجئوا بركام من الجثث وبينهم عدد من الجرحى وغير الجرحى، وكان هؤلاء الأحياء يعانون من هزال وشحوب نتيجة لعدم تناولهم أي غذاء منذ وقت طويل. وتبين أن الشيوعيين أرادوا القضاء عليهم نهائيا، لولا اضطرارهم للفرار مدحورين مع اقتراب الجيش من المدينة.
ذكرت وكالة الأنباء الآسيوية (A.P.B) إن عدد العلماء والمدرسين في المدارس الإسلامية الذين أعدمهم الشيوعيون خلال فترة جمهوريتهم السوفييتية بلغت ألفا وخمسمائة رجل، أحرقت جثثهم بعد إعدامهم. كما شاهد الصحفيون أطفال العلماء والمدرسين، وتتراوح أعمارهم بين الثامنة والثالثة عشرة، وقد فقدوا أبصارهم نتيجة لقيام الشيوعيين بكي أعينهم بالحديد المحمي قبل تركهم المدينة ببضع ساعات.
واستمرت قوات الجيش في تقدمها والقوات الشيوعية في تقهقر، وفقد موسو القائد الأعلى الثورة الشيوعية أكثر أعوانه، وأخذ يقاتل حتى حوصر في أحد البيوت وأخذ في تبادل إطلاق النار مع قوات الجيش من البيت المحاصر لفترة من الوقت. وعندما توقف إطلاق النار من البيت اقتحم الجيش المبني حيث وجدوا جثثا كثيرة متناثرة، وفحصوا الموتى ولكنهم لم يجدوا بينها جثة موسى، وقاموا بالبحث الدقيق عنه في أنحاء المنزل حتى وجدوه مختبئا في بئر ملحق بساحة المنزل، فأمروه بالاستسلام ولكنه رد بإطلاق النار، فأطلق الجنود الرصاص عليه وأردوه قتيلا، وكان ذلك في يوم 31 أكتوبر 1948.
وبموت موسو قضي على الدولة السوفييتية الأندونيسية وبقيت فلول لهم متناثرة هنا وهناك بقيادة أمير شريف الدين، وحولت هذه الفلول نفسها إلى عصابات إرهابية التجأت إلى الجبال وأخذت تغير منها على الطرق، فأدخلوا الرعب في قلوب المسافرين. وأرسلت حكومة الجمهورية قوة عسكرية للقضاء عليهم. وعندما شعر أمير شريف الدين باشتداد الضغط عليه حاول الفرار والالتجاء إلى هولندا، ولكن الجيش تمكن من مباغتته قبل أن يفر من البلاد واعتقله مع 2300 من أفراد جيشه الذين استسلموا معه، وكان من أبرزهم جوكو سويدنو، كان هذا العدد من الشيوعيين هو ماتبقى من الجيش الشيوعي الذي كان يقدر عند بدء الثورة بخمسة وثلاثين ألفا.
وبهذا انتهت الثورة الشيوعية عام 1948 وسيق زعماؤها أو من تبقى منهم إلى المعتقلات للتحقيق والمحاكمة. وأعلنت الحكومة الأندونيسية يوم 7 ديسمبر 1948 عن نهاية الثورة الشيوعية والقضاء عليها رسميا. وقدم الشيوعيون إلى المحاكمة، فحكم على عدد منهم بالإعدام ونفذ حكم الإعدام فيهم رميا بالرصاص يوم 19 ديسمبر 1948 في مدينة كارانغ انجار en:Karanganyar Regency بمقاطعة سوراكارتا في كل من :
1. أمير شريف الدين
2. سوريبنو Suripno
3. ماروتو داروسمان Maruto Darusman
4. سارجونو Sardgono
5. جوكو سويونوDjoko Sudjono
6. أوي قوهوات Oei Go Hoat
7. هاريونو Harjono
8. سوكارنو Sukarno
9. رونومارسونو Ronomarsono
10. د. مانكو D. Mangku

انتهت الثورة الشيوعية بهزيمة منكرة للشيوعيين، ولم يكن يستغرب أن يقوم الشيوعيون بثورتهم تلك، ولكن الغريب كان موقف الرئيس سوكارنو رئيس الجمهورية الأندونيسية حينذاك من ثورة الشيوعيين. فعندما قامت الثورة كان محمد حاتا نائب رئيس الجمهورية ورئيس الوزراء ووزير الدفاع، وهو الذي أصدر أوامره للقضاء فورا على هذه الثورة الشيوعية بينما سوكارنو لم يحرك ساكنا. وبعد القضاء على الثورة بعشرة أيام، في يوم الإحتفال بالذكرى الرابعة لإعلان الاستقلال الأندونيس ، وكان ذلك في شهر أغسطس 1949 فوجئ السامعون لخطاب سوكارنو في هذه المناسبة بدفاع حار عن الشيوعيين وعن قتلهم الشيوخ والعلماء. إذ قال مبررا ماقام به الشيوعيون من مذابح «إن حقيقة ماحدث يعود إلى أن الأزمة الإقتصادية كانت شديدة وثقيلة على الكثيرين، حتى أنها أدت إلى ضعف الثقة في النفوس وفقدان الأمل في تحسين الأوضاع وإنهاء القضايا المستعصية مع الهولنديين بطريقة سلمية، وقد كانت كل هذه الأسباب هي الدافع إلى حدوث ما وقع في ماديون». ولم يشأ سوكارنو أن يصف ما حدث في ماديون بالثورة ولا بالتمرد كما أنه بدلا من أن يدين ما حدث ومن أن يعبر عن الحزن للمآسي التي وقعت إذا به يتحول إلى مدافع عن الشيوعيين وأعمالهم الإرهابية .